# Austinixa
Genre
Austinixa est un genre de crabes. Il comprend huit espèces symbiotiques de décapodes de la famille des Pinnotheridae.

## Liste d'espèces
- Austinixa aidae (Righi, 1967)
- Austinixa beherae (Manning & Felder, 1989)
- Austinixa bragantina Coelho, 2005
- Austinixa chacei (Wass, 1955)
- Austinixa cristata (M. J. Rathbun, 1900)
- Austinixa felipensis (Glassell, 1935)
- Austinixa gorei (Manning et Felder, 1989)
- Austinixa patagoniensis (M. J. Rathbun, 1918)

## Référence
- Heard & Manning : Austinixa, a new genus of pinnotherid crab (Crustacea: Decapoda: Brachyura), with the description of A. hardyi, a new species from Tobago, West Indies. Proceedings of the Biological Society of Washington, vol. 110, n. 3, p. 393–398.

## Source
- Ng, Guinot & Davie Systema Brachyurorum: Part I. An annotated checklist of extant Brachyuran crabs of the world Raffles Bulletin of Zoology, vol. 17, p. 1–286.